# 群馬県立日本絹の里
群馬県立日本絹の里（ぐんまけんりつ にっぽんきぬのさと）は、群馬県高崎市金古町にある、養蚕や製糸、絹織物をテーマにした産業博物館である。

## 概要
群馬県の伝統産業である蚕糸絹業に関わる情報発信の拠点として、1998年（平成10年）に開館。施設の外観は桑畑に囲まれた養蚕農家をイメージしている。
群馬県の養蚕・製糸・染織関連の歴史や技術、絹製品をメインに展示する。また、機織りや染織の専用体験室を備えており、絹の染織、手織、繭クラフトなどの体験学習講座を開設している。

## 利用情報
- 休館日 - 火曜日（祝休日の場合は翌日）、年末年始
- 開館時間 - 午前9時 - 午後5時30分
- 入館料 - 一般200円（企画展期間中は400円）、大学生・高校生100円（企画展期間中は250円）、中学生以下は無料。　※20名以上の団体で割引
- 駐車場 - 26台（無料）

### アクセス
- 公共交通機関
  - JR前橋駅からバスで30分、「日本絹の里」バス停下車徒歩1分
  - JR高崎駅からバスで30分、「金古四ツ角」バス停下車徒歩20分
- 自家用車
  - 関越自動車道前橋ICから車で20分